# Saliocleta barasamphia
Saliocleta barasamphia är en fjärilsart som beskrevs av William Schaus 1928. Saliocleta barasamphia ingår i släktet Saliocleta och familjen tandspinnare. Inga underarter finns listade.